# Río Chaliyar

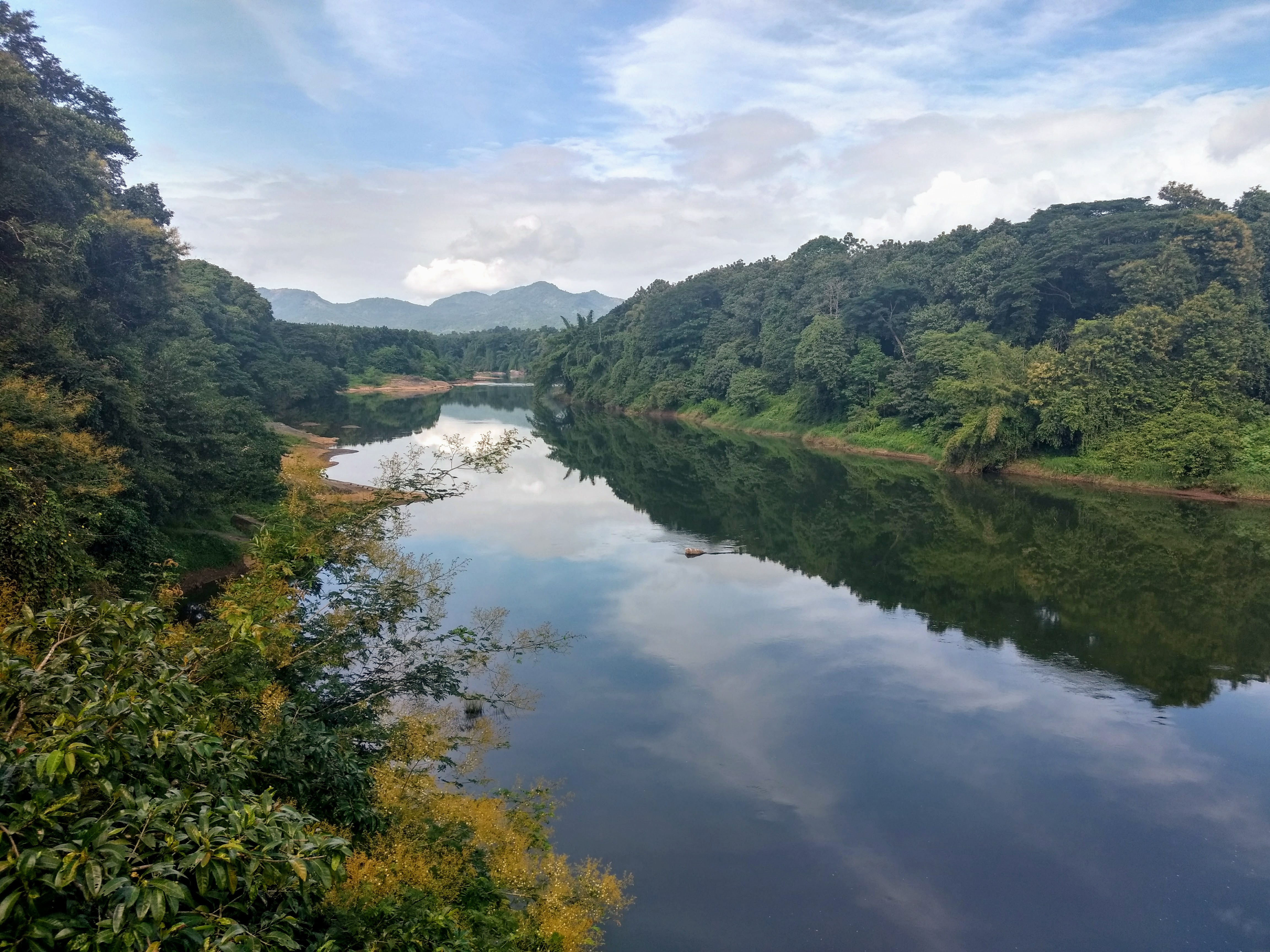
Una vista del Chaliyar en Nilambur, Malappuram

El río Chaliyar es un corto río costero de la India que desagua en el mar de Laquedivas, con 169 km de longitud,  el cuarto río más largo del estado de Kerala. El Chaliyar también es conocido como Chulika o Beypore, al acercarse al mar. Fluye principalmente a través del distrito de Malappuram, con un pequeño tramo en el distrito de Kozhikode, y pasa por las localidades de Nilambur, Edavanna, Areekode, Kizhuparamba, Cheruvadi, Edavannappara, Mavoor, Peruvayal, Feroke y Beypore.

## Nombre
El río tiene dos nombres: Chaliyar y Beypore puzha, el primero de los cuales es más popular. El río desemboca en el mar de Laquedivas en un azhi o estuario, cuya parte sur se conoce como Chaliyam y la parte norte como Beypore, por lo que el río recibe los nombres de Chaliyar y río Beypore. A diferencia de muchos otros ríos de Kerala, el Chaliyar no se seca durante la temporada de sequía en marzo y abril.

## Geografía

### Curso
El Chaliyar se origina en la cordillera de los Ghats occidentales en las Elambalari Hills en la meseta de Wayanad de Kerala y fluye a través de distrito de Malappuram durante la mayor parte de su longitud y luego durante unos 17  km forma el límite entre distrito de Malappuram y distrito de Kozhikode antes de entrar en la ciudad de Kozhikode para su último viaje de 10 km y finalmente desaguar en el mar de Laquedivas. Seis grandes arroyos Chaliyarpuzha, Punnapuzha, Kanjirapuzha, 
Karimpuzha, Iruvahnipuzha y Thottumukkam Puzha (Cherupuzha) constituyen el sistema de drenaje del río Chaliyar. Otros afluentes importantes son Kurumanpuzha, Pandipuzha, Maradipuzha, Kuthirapuzha y Karakkodupuzha. La mayoría de estos ríos tienen su origen en las colinas Nilgiri en el este y las colinas Wayanad en el norte, donde forman una serie de rápidos y cascadas. Cerca del origen del río están las cascadas de Meenmutty  de Vaduvanchal, Wayanad.

### Tributarios
- Cherupuzha (Mavoor)
  - Engappuzha
  - Iruthullippuzha
  - Kadungampuzha
- Iruvanjippuzha
  - Pulingappuzha
  - Chalippuzha
  - Muthappanpuzha
- Cherupuzha (Areekode)
- Kuthirappuzha
  - Kottappuzha
- Kuruvanpuzha
- Kanjirappuzha
- Karimpuzha
  - Cherupuzha (Karulai)
  - Punnappuzha o Pandiyar
    - Maruthappuzha o Kalakkanpuzha
      - Karakkodan puzha
- Pandippuzha
- Neerppuzha
- Thottumukkam puzha

Además de estos ríos, algunos arroyos también se unen a Chaliyar desde Neelithode, Poonkudi, Vadasseri, Edavanna, Kunduthodu y Mampad.

### Pueblos cercanos
Las localidades más próximas al río, en ambas márgenes son los siguientes: Irumooliparamba, Kottupadam, Kakkove, Channayil Palliyali (Santhigram), Akode, Virippad, Korappadam, Mundumuzhi, Vazhakkad, Valillappuzha, Pancheeri, Palakkd, Elamaram, Mepram, Konnar, Vettathur, Cheruvadikavu, Kondotty, Neerad, Muthuvalloor, Moochikal, Mundakkulam, Muthuparamba, Vettukad, Omanoor, Ponnad, Iruppanthody Karatt Chola Kolambalam Edavannappara y Arappuzha.

## Ecología

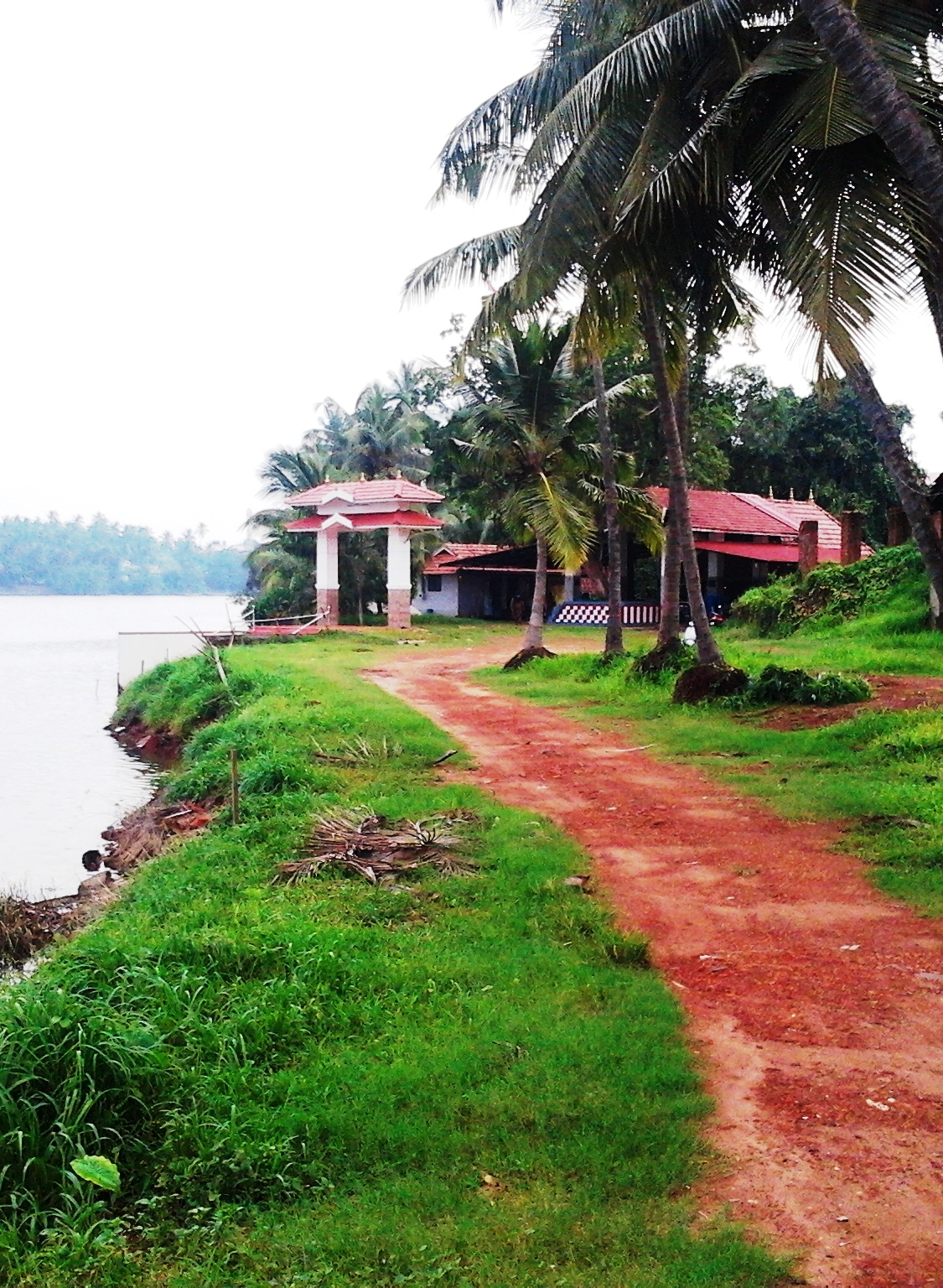
Río Chaliyar en Cheruvannur, Feroke

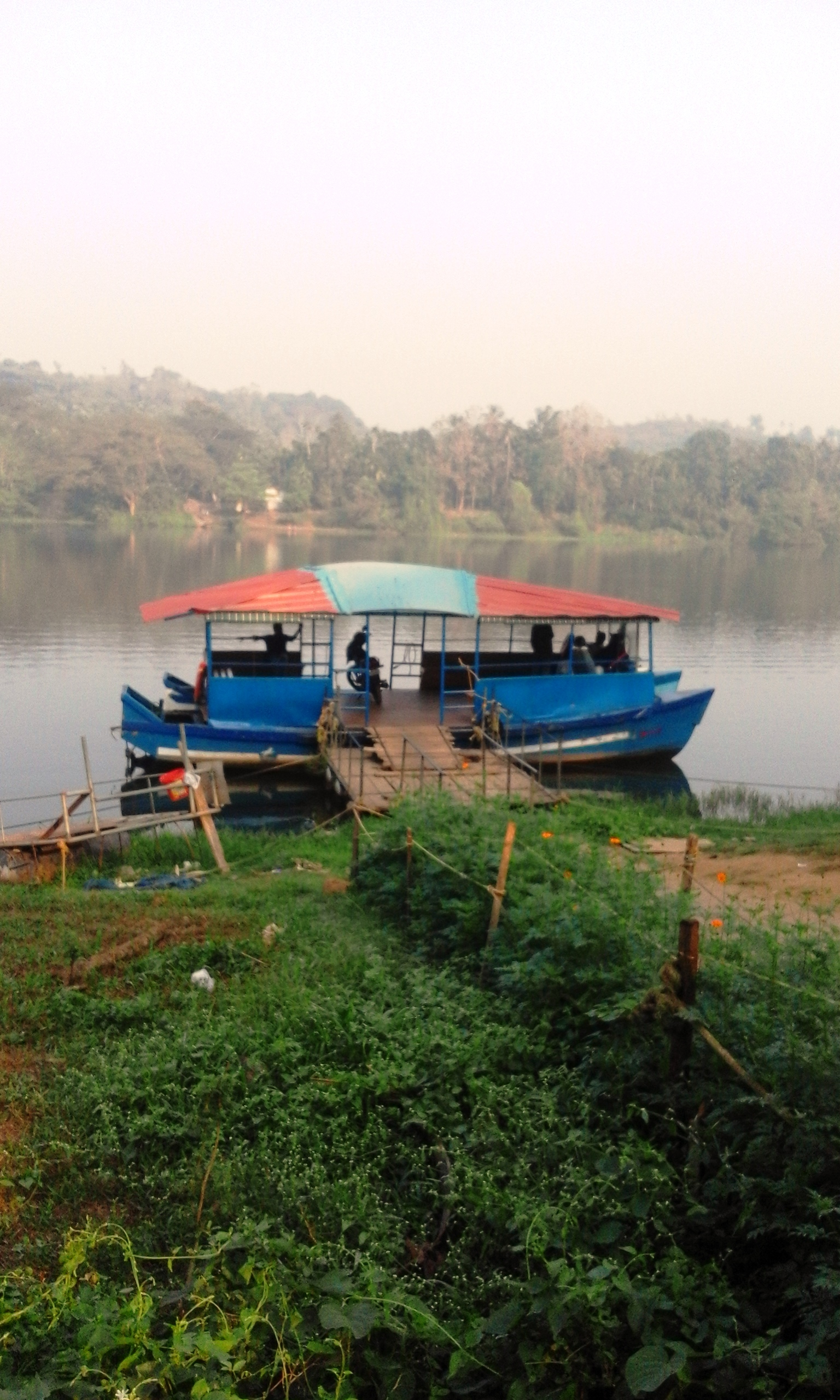
Servicio de botes en el Chaliyar, en Elamaram

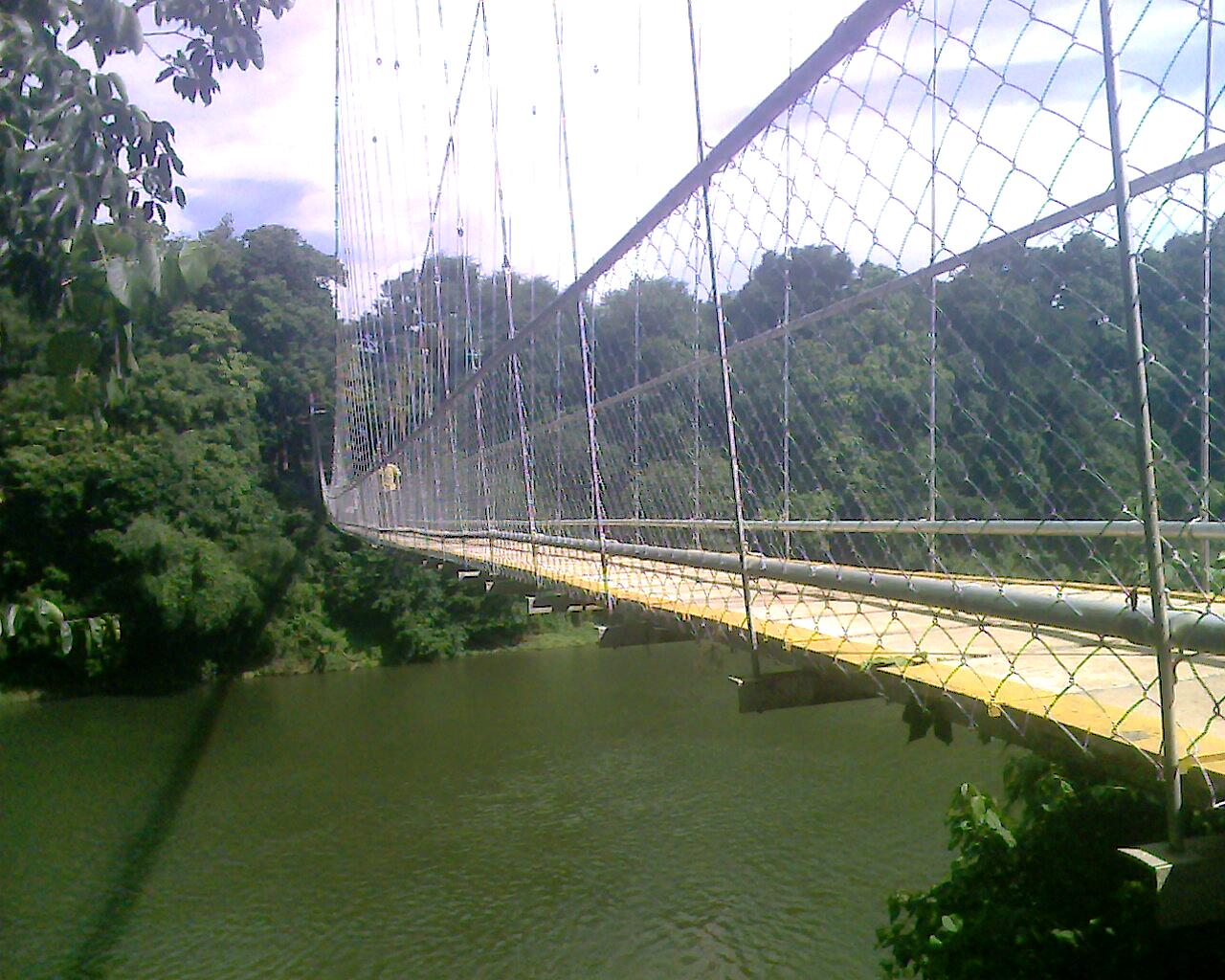
Pasarela sobre el Chaliyar en Nilambur, que conecta con la Conolly Teak Plantation

El río Chaliyar fue noticia hace unos años por el daño ecológico causado por una fábrica de pulpa de celulosa en Mavoor, que liberó efluentes en el río y afectó la vida marina. Esta fábrica ha cerrado desde entonces.
K. A. Rahman dirigió la protestas para la limpieza del río e inspiró la formación de un comité anti-contaminación, Paristhithi Samrakshana Samithi, en 1999.

## Economía
A finales del siglo XIX y principios del XX, el Chaliyar se usó extensamente como vía fluvial para transportar madera de las zonas forestales en y alrededor de Nilambur a los diversos molinos en Kallai de la ciudad de Calicut. Las balsas hechas de troncos se llevan río abajo durante la temporada del monzón a Kallayi, donde son aserradas a medida en los aserraderos que salpican las orillas del río. Kallai fue durante este período uno de los centros más importantes del mundo para el negocio de la madera. El lugar era famoso por maderas de gran resistencia y durabilidad como la  teca, el  palo de rosa, etc. Hacia la segunda mitad del siglo XX, la actividad se redujo drásticamente al prohibirse o controlarse estrictamente la tala de árboles con el fin de detener la deforestación. Varios molinos todavía funcionan en Kallai, aunque con mucha menos producción por lo que muchos han cerrado.

## Turismo
Elamaram es una aldea en el estado indio de Kerala. Está situado cerca de Edavannappara en el distrito de Malappuram de Kerala. Este pueblo es muy pintoresco ya que está en la orilla de Chaliyar y hay un servicio de ferry aquí que puede llevarte al lado norte del río. El billete cuesta 5 rupias y el servicio de barco a motor está disponible cada media hora entre las 6:40 y las 20:40 horas, incluidos los domingos.

### Peregrinación
El Konnara Dargah está a tres kilómetros de Elamaram, en la orilla del río Chaliyar. Es el lugar de descanso sagrado de un santo musulmán donde cientos de peregrinos lo visitan regularmente.

### Ciudad fantasma
Al otro lado del río Chaliyar se encuentra la fábrica abandonada de Industrias Grasim que llegó a emplear a 2000 trabajadores. Las agitaciones ambientales en 1998 causaron el cierre de la fábrica y todo el pueblo quebró debido al desarrollo repentino y once personas incluso se suicidaron por no poder enfrentarse a una pobreza inesperada.